# Spicara melanurus
Spicara melanurus är en fiskart som först beskrevs av Valenciennes, 1830.  Spicara melanurus ingår i släktet Spicara och familjen Centracanthidae. Inga underarter finns listade i Catalogue of Life.